# Mitch Ryan
Mitchell Ryan (født 11. januar 1934 i Cincinnati, Ohio, USA, død 4. marts 2022) var en amerikansk skuespiller, der bl.a. er kendt for at spille Edward Montgomery (Gregs far) i sitcommen Et umage par. Ryan blev gift og skilt to gange og var far til tre børn.

## Tidlige liv
Ryan blev opdraget i Louisville, Kentucky. Han tjente i den amerikanske flåde under Koreakrigen. Efter Koreakrigen kom han til Barter Theatre i Abingdon, Virginia. Der fik han sin debut i Thunder Road sammen med teaterets grundlægger Robert Porterfield.

## Filmografi
Denne liste er ufuldstændig; hjælp gerne med at udfylde den.
- Dødbringende våben (1987)
- Blue Sky (1994)
- Halloween: The Curse of Michael Myers (1995)
- Fuld af løgn (1997)